# La monja alférez
La monja alférez és una pel·lícula espanyola del 1986 dirigida per Javier Aguirre Fernández, amb guió del propi Aguirre basat en una novel·la de Thomas de Quincey, i protagonitzat per la seva esposa Esperanza Roy. Està basada en la biografia de Catalina de Erauso.

## Argument
Tracta sobre la història de la guipuscoana Catalina de Erauso, qui en el segle xvi havia estat ingressada com a novícia a un convent, però se'n va escapolir i va embarcar cap a Amèrica disfressada d'home. Allí ingressa a l'exèrcit espanyol, en el que va arribar a assolir el grau d'alferes.

## Repartiment
- Esperanza Roy - Catalina de Erauso
- Andrés Mejuto - Papa Urbà VIII
- Conrado San Martín
- Blanca Marsillach

## Premis
Fou nominada al Goya a la millor direcció artística de 1987 per Eduardo Torre de la Fuente